# Apol·lon Màikov
Apol·lon Màikov   (Moscou, 23 de maig de 1821 (Julià) - Sant Petersburg, 8 de març de 1897 (Julià)), nom complet amb patronímic Apol·lon Nikolàievitx Màikov, rus: Аполло́н Никола́евич Ма́йков, fou un poeta rus, membre corresponent de l'Acadèmia de les Ciències de Sant Petersburg (1853) i conseller privat (des de 1888).

## Orígens
Apol·lon Màikov va néixer en una família artística. El seu pare, Nikolai Màikov, era pintor i, en els seus últims anys, acadèmic de l'Acadèmia Imperial de les Arts. La seva mare, Ievguénia Petrovna Màikova (de soltera Gussiàtnikova, 1803-1880), estimava la literatura i més endavant publicaria algunes de les seves pròpies poesies. La infància de Màikov transcorregué a la finca familiar situada als afores de Moscou, en una casa sovint visitada per escriptors i artistes. Els primers records i impressions de Màikov constituïren la base del seu elogiat lirisme paisatgístic, marcat pel que el biògraf Ígor Iampolsko anomenava "un amor tan ingenu pels vells camins patriarcals".
El 1834 la família es va traslladar a Sant Petersburg. Apol·lon i el seu germà Valerian van ser educats a casa, sota la direcció d'un amic de pare, Vladímir Solonitsin, escriptor, filòleg i traductor, conegut també pel retrat de Nikolai Màikov del 1839. Ivan Gontxarov, llavors un jove autor desconegut, va ensenyar literatura russa als germans Màikov. Com recordaria més endavant, la casa "estava plena de vida i tenia molts visitants, que proporcionaven un flux d'informació que no deixava de sortir de tot tipus d'esferes intel·lectuals, inclosa la ciència i les arts". A l'edat de 15 anys, Apollon va començar a escriure poesia. Amb un grup d'amics (Vladímir Benedíktov, Ivan Gontxarov i Pàvel Svinín entre d'altres) els germans Màikov van editar una revista manuscrita, Podsnéjnik, rus: Подснежник ("Lliri de neu"), i un almanac, Lúnnie notxi, rus: Лунные ночи ("Nits de llum de la lluna"), on van aparèixer per primer cop els primers poemes d'Apol·lon.
Maykov va acabar tot el seu curs de gymnasium en només tres anys, i el 1837 es va matricular a la Facultat de Dret de la Universitat de Sant Petersburg. Com a estudiant va aprendre llatí, la qual li permeté de llegir autors romans antics en versió originals. Més tard va aprendre grec antic, però fins llavors hagué d'acontentar-se amb traduccions franceses dels clàssics grecs. Va ser a la universitat quan Màikov va desenvolupar el seu amor apassionat per l'antiga Grècia i Roma.

## Carrera literària
Els primers poemes d'Apol·lon Màikov (signats "M.") van ser publicats el 1840 per Odesski almanakh, rus: Одесский альманах ("Almanac d'Odessa"), i el 1841 per Biblioteka dlià txténia i Otétxestvennie zapiski. També va estudiar pintura, però aviat va decidir dedicar-se completament a la poesia. Fou instrumental en la seva decisió Piotr Pletniov, un professor d'universitat que, com a mentor per al jove, va mostrar els primers poemes del seu protegit a gegants literaris com Vassili Jukovski i Nikolai Gògol. Màokov mai no es va convertir en pintor, però les lliçons que va rebre van influenciar enormement la seva visió del món artístic i el seu estil d'escriptura.
El 1842 la seva primera col·lecció Poemes per A.N. Màikov, rus: Стихотворения Аполлона Майкова, es va publicar, amb molt de reconeixement. "Per a mi sona com les idees de Délvig expressades per Puixkin", va escriure Pletniov. Vissarion Belinski va respondre amb un assaig exhaustiu, que va elogiar la primera secció del llibre titulada "Poemes escrits per a una antologia", un cicle de versos estilitzats segons els epigrames del grec antic i l'elegia tradicional. Va ser afalagat per la gran atenció de la famosa crítica. Màikov va prestar atenció als seus consells i, anys després, treballant en les reedicions, va editar gran part del text d'acord amb les opinions de Belinski.
Després de graduar-se de la universitat, Màikov es va unir al Ministeri d'Hisenda rus com a empleat. Després d'haver rebut del tsar Nicolau I un estipendi pel seu primer llibre, va utilitzar els diners per viatjar a l'estranger, visitar Itàlia (on va passar la major part del temps escrivint poesia i pintant), França, Saxònia i l'Imperi Austríac. A París, Apol·lon i Valerian van assistir a conferències sobre literatura i belles arts a La Sorbona i al Collège de France. En el camí de tornada, Màikov va visitar Dresden i Praga on va conèixer Václav Hanka i Pavel Josef Šafařík, els dos líders del moviment de renaixement nacional. El resultat directe d'aquest viatge per a Apol·lon Màikov va ser una tesi sobre la història del dret a Europa de l'Est.

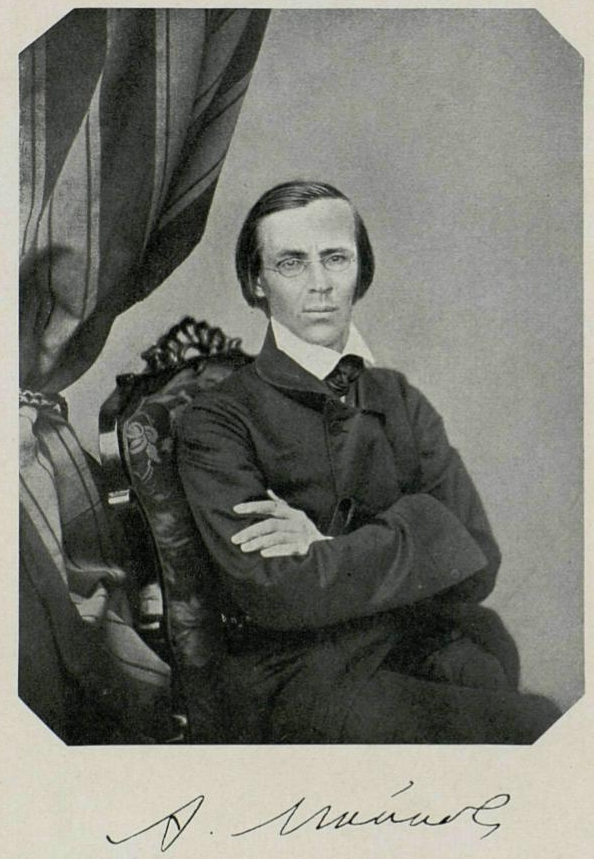
Màikov circa 1850

El 1844, Màikov va tornar a Sant Petersburg per unir-se a la biblioteca del Museu Rumiàntsev com a assistent. Es va involucrar activament en la vida literària de la capital russa, contribuint a Otétxestvennie zapiski, Finski véstnik i Sovreménnik. També va debutar com a crític, va publicar diversos assajos sobre literatura i belles arts, i va revisar obres d'artistes com Ivan Aivazovski, Fiódor Tolstoi i Pàvel Fedótov.
El 1846, l'Antologia de Petersburg va publicar el seu poema "Màixenka", rus: Машенька que va veure a Màikov descartar l'elegia i inclinar-se cap a un estil d'escriptura més profund. De nou, Belinski va quedar impressionat; tant és així que va destacar l'arribada de "un nou talent, capaç de presentar la vida real en la seva veritable llum". A la crítica també li agradà "Dos destins", rus: Две судьбы Dve sudbí (Sant Petersburg, 1845). Una peça d'«escola natural», tocada per la influència de Mikhaïl Lérmontov, presentava "un personatge tipus Petxorin, un noble intel·ligent i pensant que retrocedeix cap a un filisteu de baix perfil", segons la revisió d'Aleksandr Herzen. A finals de la dècada del 1840, Màikov també va escriure prosa, en un estil influenciat per Gógol, conegut com l'«esbós fisiològic». Entre els relats curts que va publicar en aquell moment es trobaven "El testament de l'oncle al nebot", rus: Завещание дяди племяннику Zavesxànie diadi plemiànniku (1847) i "La dona gran - Fragments de notes d'un home ociós", rus: Старушка. Отрывки из записок праздного человека Staruixka. Otrivki iz zapíssok pràzdnogo txeloveka (1848).
A finals de 1840, Màikov va entrar al cercle de Belinski i es va fer amic de Nikolai Nekràssov i Ivan Turguénev. Juntament amb el seu germà Valerian va començar a assistir als 'divendres secrets' de Mikhaïl Petraixevski, on establí contactes amb Fiódor Dostoievski i Aleksei Plesxéiev. Més tard, després d'haver estat interrogat sobre la seva participació, Màikov va evitar la detenció (de fet, no va tenir un paper significatiu en les activitats del grup), però durant diversos anys va restar sota vigilància de la policia secreta. En els anys venidors, Màikov, que mai no va creure en les idees del socialisme, va expressar sovint vergonya la seva participació en l'afer Petraixevski. En una carta de 1854 a M.A. Iazikov, va confessar: 
| « | En aquell moment tenia idees polítiques molt vagues i era prou babau com per unir-me a un grup on totes les accions del govern eren criticades i condemnades com a dolentes a priori, on molts dels [seus membres] aplaudien cada pífia, segons la lògica de "com pitjor governin, més ràpid cauran" | » |

A la dècada del 1850, Màikov, ara un eslavòfil, va començar a defensar la monarquia "ferma" i els forts valors ortodoxos.En una carta a Aleksandr Nikitenko argumentava: 
| « | "Només una forma de sistema polític ha demostrat per la prova de la història que pugui ser anomenada viable. | » |

El 1852, Màikov es va traslladar a la oficina del Comitè Central de Censura Estrangera. El 1876 va ser ascendit a censor sènior del mateix comitè. Més tard en va ser el seu president interí.
El 1847 es publicà la segona col·lecció de poemes de Màikov, "Esbossos de Roma", rus: Очерки Рима Ótxerki Rima, el resultat artístic del seu primer viatge a Europa. Informats amb la crítica de Belinski, alguns poemes es van construir sobre la juxtaposició de les majestuoses ruïnes i els exuberants paisatges de la Roma "clàssica" amb la misèria quotidiana de la Itàlia contemporània. Aquest homenatge al moviment de l'«escola natural», però, no va fer que l'estil de Màikov fos menys atractiu; al contrari, a "Esbossos de Roma" va començar a fer ús complet dels epítets exòtics i de les imatges acolorides.
En 1848–1852 Màikov va escriure poc, però es va activar durant la Guerra de Crimea. Primer va sorgir el poema "Catedral de Clarmont", rus: Клермонтский собор Klermontski sobor (1853), una oda a la fita històrica de Rússia que va impedir que les hordes mongoles devastessin la civilització europea. Després d'aquest arribà la compilació "Poemes 1854" rus: Стихотворения 1854 Stikhotvorénia 1854. Els poemes de Màikov dedicats a la defensa de Sebastòpol (com ara "A tinent general Khruliov", rus: Генерал-лейтенанту Хрулеву Gueneral-leitenantu Khruliovu) van ser ben rebuts no només a nivell oficial, sinó també entre els cercles més esquerrans. Nekràssov i Txernixevski en van parlar en repetides ocasions amb opinions positives, tot i que no van confondre el patriotisme espontani de les masses populars amb el fals patriotisme dels cercles oficials. Tanmateix, partint de la premissa correcta que només una Rússia forta podia rebutjar un atac de les forces aliades, Màikov va creure erròniament que només la Rússia autocràtica era capaç de rebutjar el cop dels enemics. Les notes del patriotisme estatal són especialment persistents en els poemes "En memòria de Derjavin", rus: Памяти Державина Pàmiati Derjàvina, i "Missatge al campament", rus: Послание в лагерь Poslànie v làguer. L'últim dels poemes de 1854, "L'arlequí", rus: Арлекин Arlequín, era una caricatura d'un revolucionari que volia portar el caos i soscavar principis morals centenaris. Convertit en un 'monàrquic patriarcal', Màikov va començar a lloar el règim de Nicolau I. Un altre poema, "El carruatge", rus: Коляска Koliaska, on Màikov donava suport obertament al tsar, no fou publicat en vida de l'autor; no obstant això, poc després d'escriure'l, es va difondre bastant en forma manuscrita i va afectar greument la seva reputació. Els enemics o bé van ridiculitzar el poeta o el van acusar d'oportunisme polític i adulació de base. Alguns dels seus amics es van horroritzar positivament. En els seus epigrames, el poeta Nikolai Sxerbina va titllar Màikov de "camaleó" i "esclau servil". Mentre que els socialdemòcrates (que dominaven l'escena literària russa de l'època) consideraven que calien reformes polítiques i socials per a Rússia, Màikov demanava l'enfortiment del poder de l'Estat.
Després de la derrota de Rússia a la guerra, el to de la poesia de Màikov va canviar. Poemes com "La guerra ha acabat. S'ha signat la vil pau ...", rus: Окончена война. Подписан подлый мир... Okóntxena voinà. Podpíssan podli mir... i "Remolí", rus: Вихрь Vikhr (tots dos el 1856), "Ell i ella", rus: Он и она On i onà (1867), criticaven l'alta societat els funcionaris, febles i inadequats, que eren indiferents als problemes de la país i la seva gent. Ara, obertament crític amb Nicolau I, Màikov va reconèixer haver-se equivocat quan professava una creença en el monarca.

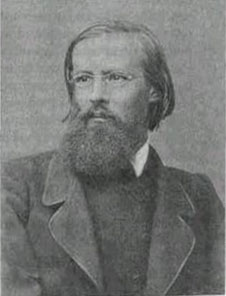
Màikov pels volts dels anys 50

El 1858, Màikov va participar en una expedició a Grècia a bord de la corbeta Baian. Abans va llegir nombrosos llibres sobre el país i va aprendre el grec modern. Com a resultat d'aquest viatge van sorgir dos llibres: l'«Àlbum napolità», rus: Неаполитанский альбом Neapolitanski albom (que incloïa "Tarantel·la", rus: Тарантелла, un dels seus poemes més coneguts), i "Cançons de la nova Grècia", rus: Новогреческие песни Novogrétxeskie pesni. El primer, que se centrava en la vida italiana contemporània, fou fredament rebut pels crítics russos, que el trobaven massa eclèctic. En retrospectiva, es considera com un experiment curiós per trencar les barreres de gènere, amb imatges i converses de la vida estrangera que s'utilitzaven per expressar coses que a Rússia no es podien comentar públicament en aquell moment. En el darrer, és evident la simpatia de l'autor pel moviment d'alliberament grec.
A principis de la dècada del 1860, la popularitat de Màikov va augmentar: sovint actuava en públic i publicava les seves obres a les principals revistes russes. A mitjan dècada de 1860 va tornar a derivar cap al camp conservador i es va quedar allà per la resta de la seva vida. Va condemnar els joves radicals i va expressar la seva solidaritat amb els comentaris nacionalistes de Mikhaïl Katkov sobre la insurrecció polonesa i la política nacional russa en general. En poemes com "Camps", rus: Поля Polià (que utilitzava la metàfora de Gógol sobre Rússia com una troika, però també expressava horror davant el capitalisme emergent), "El bladar", rus: Нива Niva, i "La imatge", rus: Картинка Kartinka, elogiava les reformes de 1861, fet que provocà agudes crítiques de Saltikov-Sxedrín i Nikolai Dobroliúbov. En adoptar la doctrina del pótxvennitxestvo, Màikov es va apropar a Apol·lon Grigóriev, Nikolai Stràkhov i Fiódor Dostoievski; la seva amistat amb aquest últim es va perllongar durant molt de temps.
A la dècada de 1860 i 1870, Màikov va contribuir principalment a Russki Véstnik. En ser un dels principals defensors del paneslavisme rus, creia que el seu país complia la seva missió d'unir els eslaus, però primer i principalment d'alliberar als pobles dels Balcans de l'ocupació turca. "Una vegada que hàgiu vist a Rússia en aquesta perspectiva paneslàvica, començareu a entendre la seva veritable naturalesa i us sentireu disposats a dedicar-vos a aquesta causa que afirma la vida", va escriure Màikov en una carta a Dostoievski. La missió de l'art, segons el poeta, era desenvolupar l'autoconsciència nacional i reactivar la "memòria històrica" dels russos. La base històrica i moral eslava es va convertir en el tema principal dels cicles de poesia de Màikov "Del món eslau", rus: Из славянского мира Iz slaviànskogo mira, "Cases", rus: Дома Domà, i "Ecos de la història", rus: Отзывы истории Ótzivi istórii. Conscient del costat més fosc del llegat històric de Rússia, encara creia necessari ressaltar els seus "moments brillants" ("M'agrada, davant de la icona...", rus: Дорог мне, перед иконой… Dórog mne, péred ikónoi… 1868). Màikov no era una persona religiosa, sinó que atribuïa gran importància al fervor religiós de la gent comuna, i ho considerava com la base de la "sana moral" ("Aquí la primavera, com un artista...", rus: Здесь весна, как художник... Zdes vesnà, kak khudójnik... 1859; "Aliè per a tots...", rus: Чужой для всех... Txujoi dlià vsekh... 1872). Els seus poemes religiosos de finals de la dècada de 1880 ("Deixa-ho, deixa-ho!", rus: Оставь, оставь! Ostav, ostav!, "La brillantor tranquil·la d'una posta de sol...", rus: Заката тихое сиянье... Zakata tíkhoie siànie..., "S'apropa la Nit Eterna ...", rus: Близится Вечная Ночь... Blízitsia Vétxnaia Notx... es diferenciaven radicalment de les seves primeres odes al paganisme. En elles, Màikov afirmava la seva creença en la humilitat espiritual i expressava la convicció que aquesta característica particular del caràcter nacional rus seria la seva gràcia salvadora.

### Màikov i els demòcrates revolucionaris
A diferència del seu aliat artístic, Afanassi Fet, Màikov sempre va sentir la necessitat de mantenir "vincles espirituals" amb la gent comuna i, segons el biògraf Iampolski, va continuar "la tradició popular establerta per Puixkin, Lérmontov, Krilov i Koltsov". No obstant això, era escèptic quant a la doctrina del naródnost formulada per Dobroliúbov i Txernixevski, que preveien la promoció activa del moviment democràtic com a missió de la literatura russa. El 1853, horroritzat pel poema de Nekràssov "La musa", Màikov va escriure "Una epístola a Nekràssov", en la qual instava a aquest a "diluir la seva malícia en l'harmonia de la natura". No obstant això, mai no va tallar els llaços amb el seu oponent i sovint li va donar crèdit. "Aquí només hi ha una ànima poètica, i aquesta és Nekràssov", va escriure Màikov en una carta d'octubre de 1854 a Ivan Nikitin.
Segons Iampolski, el poema de Nekràssov "L'avi", rus: Дедушка Deduixka, (1870, que explica la història d'un noble que dona suport a la causa revolucionària) podria haver estat una resposta indirecta al poema de Màikov "L'àvia i les netes", rus: Бабушка и внучек Bàbuixka i vnútxek (1861) que elogiava els alts estàndards morals de la noblesa i condemnava la generació de nihilistes. El poema de Màikov "Princesa", rus: Княжна Kniajnà (1876) tenia com a heroïna la filla de la princesa Jénia, una noia d'una família aristocràtica que s'unia a una banda de conspiradors i perdia totes les nocions de normalitat, religioses, socials o morals. No obstant això, a diferència de Vsévolod Krestovski o Víktor Kliúixnikov, Màikov va tractar els seus personatges "nihilistes" més aviat com a víctimes de la depressió social de la postguerra de Crimea, més que no pas com a malvats per dret propi.

### El conte de la campanya d'Ígor
A la recerca de la inspiració i virtut moral en el folklore rus, que ell anomenava "el tresor de l'ànima russa", Màikov va intentar reactivar la tradició arcaica de la llengua russa. En els seus últims anys va fer nombroses traduccions d'estil lliure i interpretacions estilitzades de cançons populars belarusses i sèrbies. Va desenvolupar un fort interès en el folklore no eslau, exemplificat pels poemes èpics Baldur, rus: Бальдур(1870) i Brunguilda, rus: Брунгильда (1888) basats en epopeies escandinaves.
Al final de la dècada de 1860, Màikov va quedar intrigat per l'obra El conte de la campanya d'Ígor, que el seu fill estudiava al gymnasium en aquell moment. Desconcertat per la imprecisió i la incongruència ocasional de totes les traduccions disponibles, va compartir els seus dubtes amb el professor Izmaïl Sreznevski, que va respondre: "Fes-t'ho tu mateix !". Màikov va descriure més tard els quatre anys de treball sobre la nova traducció posterior com la seva "segona universitat", ja no de dret, sinó de filologia. El seu principal objectiu era presentar una prova innegable de l'autenticitat de l'antic text, cosa de la qual molts autors, entre ells Ivan Gontxarov, havien expressat dubtes. Ignorant el consell de Dostoievski d'usar rimes per a fer que el text sonés més modern, Màikov va proporcionar la primera traducció científica fonamentada del document, que a més venia acompanyada amb comentaris exhaustius. Publicat per primera vegada al número de gener de 1870 de la revista Zarià, segueix sent considerat una de les fites cabdals de la seva carrera.
Per a Màikov, que es prenia seriosament els seus poemes històrics i obres, l'autenticitat era l'objectiu principal. En el drama de vells creients "El rodamón", rus: Странник Strànnik (1867), va utilitzar la literatura manuscrita dels raskólniki i, "després d'haver descobert aquestes joies poètiques, va intentar tornar-les a modelar en ... modernes formes poètiques", com explica al prefaci. En les seves obres històriques, Màikov sovint tenia en compte qüestions russes contemporànies. "Mentre escrivia de la història antiga estava buscant paral·lelismes amb les coses que havia de viure. Els nostres temps proporcionen tants exemples de l'aparició i la caiguda de l'esperit humà que un ull atent que busca analogies pot detectar-ne molts". va escriure.

També es dedicà a traduccions d'obres poètiques populars de Belarús, Grècia, Sèrbia, Espanya i altres països. Va traduir obres de poetes com Heine, Mickiewicz, Goethe. Traduí els capítols IV a X de l'Apocalipsi (1868).

### Cristianisme i paganisme

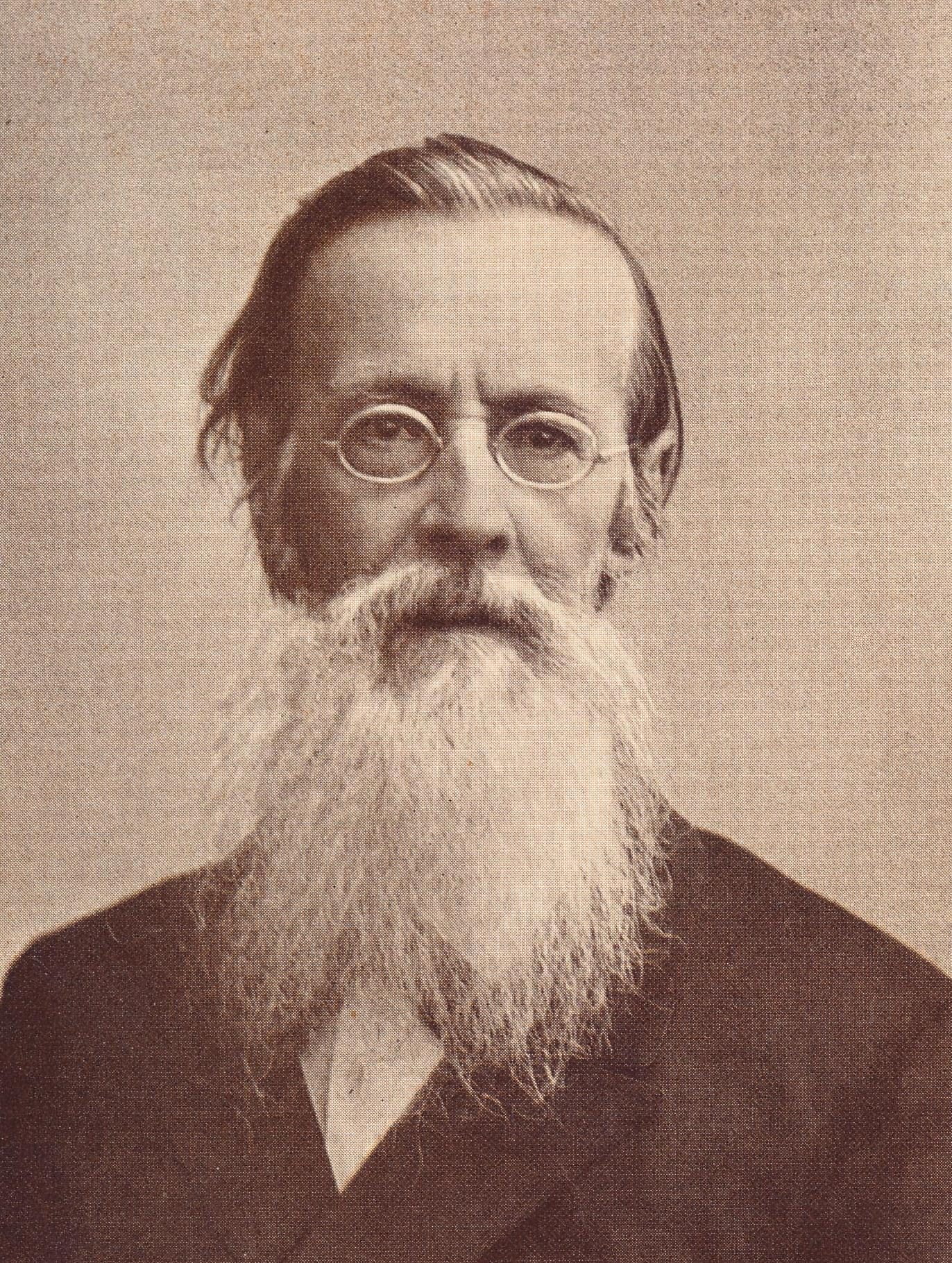
Màikov en els seus últims anys

El primer intent de Màikov de representar el xoc de paganisme amb el cristianisme es va donar al seu poema juvenil Olint i Ester, rus: Олинф и Эсфирь (1841), fou criticat severament per Belinski. Atentant al consell de la crítica, el poeta va intentar donar una nova imatge del col·lapse de la societat antiga en el drama líric "Les tres morts", rus: Три смерти Tri smerti (1851), obra sobre la qual hi va treballar durant deu anys. No satisfet amb la feina feta, Màikov va continuar treballant de manera agressiva en una nova versió de la segona part ("La mort de Luci", rus: Смерть Люция Smert Liútsia), completada només el 1863. Amb una gran persuasió artística, l'autor va representar el despotisme de César, la supressió dels drets individuals, la corrupció de la moral en aquest obra. Seguint estrictament els fets històrics, el poeta, amb el seu tacte creatiu inherent, va introduir al poema un element de la seva pròpia ficció artística. Un exemple curiós en aquest sentit és la conversa entre Juvenal i Luci, en la qual aquest últim s'oposa a les fogueres nocturnes dels escites pels sorolls febles de la lira romana (l'autor veia els avantpassats de les tribus eslaves en els escites).
"Les tres morts" es va convertir en el punt de partida del seu següent gran poema, "Dos mons", rus: Два мира Dva mira, escrit inicialment el 1872, però posteriorment reorganitzat i acabat el 1881. Després dels primers consells de Belinski, Màikov va abandonar Luci, un feble epicuri, i va fer que el nou heroi Deci, un patrici que, tot i odiar en Neró, encara espera que l'estat s'aixequi de les seves cendres.Igual que els "Esbossos de Roma", dècades abans, "Dos mons" era un elogi a la glòria eterna de Roma, amb el seu heroi que lluita contra el cristianisme, impulsat per la creença que Roma és un altre Cel, "la seva cúpula que abraça la Terra".
Mentre que en els seus primers anys, Màkov estava molt intrigat per l'antiguitat, més endavant es va interessar pel cristianisme i per la seva posició dramàtica contra els opressors. Per bé que alguns contemporanis van felicitar Màikov per la seva objectivitat i actitud acadèmica, els crítics cristians ortodoxos retreien al poeta que "en gran manera es va mantenir pagà", i que no mostrava el cristianisme en la seva veritable perspectiva històrica. Els historiadors literaris posteriors van veure els drames històrics de Màikov de manera favorable, i constataren en l'autor la seva neutralitat i coneixement. L'antiguitat de Màikov "viu i respira, és qualsevol cosa menys avorrida", va escriure el crític F. Zelinski el 1908.Per l'obra "Dos mons", Màikov va rebre el Premi Puixkin de l'Acadèmia Russa de Ciències el 1882.

### Darrers anys
El 1858 Grigori Kúixelev-Bezborodko publicà la primera antologia de Màikov Poemes d'Ap. Màikov, rus: Стихотворения Ап. Майкова. El 1879 fou va ampliada i reeditada per Vladímir Mesxerski, sota el títol "Obres completes d'A. Màikov", rus:  Полное собрание сочинений А.Н. Майкова (Sant Petersburg, 1884; novena edició revisada i modificada, editada per P.V. Bikov, Sant Petersburg, 1914) A la dècada de 1880, la poesia de Màikov estava dominada per temàtiques i idees religioses i nacionalistes. Segons I. Iampolsky, només alguns dels seus poemes posteriors ("Emxan", rus: Емшан, "La primavera", 1881) tenien "qualitat artística indiscutible".En els seus últims anys el poeta no va escriure gairebé res de nou, dedicant-se sobretot a editar els seus treballs anteriors i preparar-los per a compilacions i antologies. "La vida de Màikov", va escriure Merejkovski el 1908, és la vida lluminosa i tranquil·la d'un artista, com si no fos del nostre temps ... El destí va fer el curs de la vida de Maikov suau i brillant, sense persecució".Val a dir que aquesta generalització era lluny de la veritat, segons el biògraf F. Prima, que sens dubte va expressar la percepció del públic en general sobre ell.
Apol·lon Màikov va morir a Sant Petersburg el 8 de març de 1897. "El seu llegat sempre sona com la corda final poderosa, harmoniosa i molt complicada del període de Puixkin de la poesia russa", va escriure Arseni Golenísxev-Kutúzov a l'obituari del del Ministeri d'Educació.

## Llegat
L'inicial ascens a la fama de Màikov, segons l'erudit soviètic Fiódor Prima, tenia molt a veure amb les prematures morts de Puixkin i Lérmontovi la sensació de desolació compartida per molts intel·lectuals russos de l'època. Vissarion Belinski, que va descobrir aquest nou talent, creia que depenia de Màikov d'omplir aquest buit.
| « | El sorgiment d'aquests talents és especialment gratificant ara ... quan en el devastat temple de l'art, en lloc dels sacrificis importants i solemnes dels sacerdots, només es poden veure les ganyotes de les obres dels mestres entretenint obscurs babaus; en comptes d'himnes i oracions, se senten crits indecents de mediocritat egoista o juraments indecents de botiguers i especuladors. | » |

En lloar l'aparició d'un nou talent poderós, Belinski va donar suport sense reserves a les estilitzacions "antològiques" del jove autor basades en la poesia de l'antiga Grècia, lloant "la plasticitat i la gràcia de l'imaginari", el virtuosisme en l'art de la decoració, la "poètica", llenguatge animat ", però també la simplicitat i la manca de pretensió."Fins i tot en l'herència de Puixkin, aquest poema s'hauria classificat entre les seves millors peces antològiques", va escriure Belinski sobre el poema anomenat "El somni". Tot i així, va aconsellar a l'autor que deixés el regne "antològic" al més aviat possible i expressés la seva insatisfacció amb poemes sobre la història recent de Rússia. Mentre admetia que "Qui és ell?" rus: Кто он? Kto on? (que representa Pere I i esdevindrà més tard un llibre de text) "no era dolent", va condemnar incondicionalment el "pensament refinat i forçat" de "Dos taüts", rus: Два гроба Dva groba, un himne a les victòries de Rússia sobre Carles XII de Suècia i Napoleó Bonaparte.
La primera col·lecció de Màikov el va convertir en un dels poetes russos més importants. A la dècada de 1840 "els seus patrons lèxics i rítmics es van fer més diversos, però l'estil es va mantenir igual, i encara es basava en els conceptes bàsics de l'elegia clàssica", segons la biògrafa Maiórova, que va assenyalar una estranya dicotomia entre la redacció extravagant i les imatges estàtiques i va apuntar a la "distància insuperable entre el poeta i el món que representava".
Després de la mort de Belinski, Màikov va començar a dubtar entre el bloc dels occidentalitzadors i el dels eslavòfils, i els crítics, per tant, van començar a tractar la seva obra sobre la base de les seves pròpies opinions polítiques en relació amb el canvi de posició ideològica del poeta. Els poemes influïts per l'escola natural de Màikov dels anys setanta del segle xix van ser elogiats (i publicats)per Nikolai Nekràssov. Les seves obres posteriors, que expressaven opinions conservadores, monàrquiques i antinihilistes, van rebre el suport de Dostoievski.
En el seu article de 1895 per al Diccionari Enciclopèdic Brockhaus i Iefron, el filòsof i crític Vladímir Soloviov va argumentar que les característiques dominants de Màikov eren "un to serè i contemplatiu, patrons elaborats, un estil diferent i individual (en forma, encara que no en colors) amb un costat líric relativament mediocre; aquest darrer peca, evidentment, de molta atenció als detalls, sovint a costa de la inspiració original." Les millors obres de Màikov eren, segons la crítica, "poderoses i expressives, tot i que no fossin excepcionalment sonores".Parlant del tema de Màikov, Soloviov era gairebé desconsolador:
| « | Segons el seu contingut principal, la poesia de Màikov està determinada, d'una banda, per la visió estètica de l'antic món hel·lènic, amb un caràcter epicuri clarament predominant, i de l'altra, per les llegendes de la política russobizantina. Els temes d'aquest tipus, tot i que no estiguin relacionats internament, són igualment estimats pel poeta (...) El concepte de Bizanci com a segona Roma, no obstant això, no s'ha cristal·litzat de manera clara i diferent en la ment del poeta com la de l'Imperi Romà original. Estima a la realitat històrica romana d'Orient / russa, i es nega a admetre els seus defectes i contradiccions. Aquesta creença és tan forta que porta Màikov a l'apoteosi d'Ivan el Terrible, la grandesa del qual, se suposa, encara no ha estat entesa (...). Hi havia també una mena de tema de fons en la seva obra anterior, les imatges pastorals de bella naturalesa russa, a les quals el poeta era molt donat pel fet de ser un devot pescador. | » |

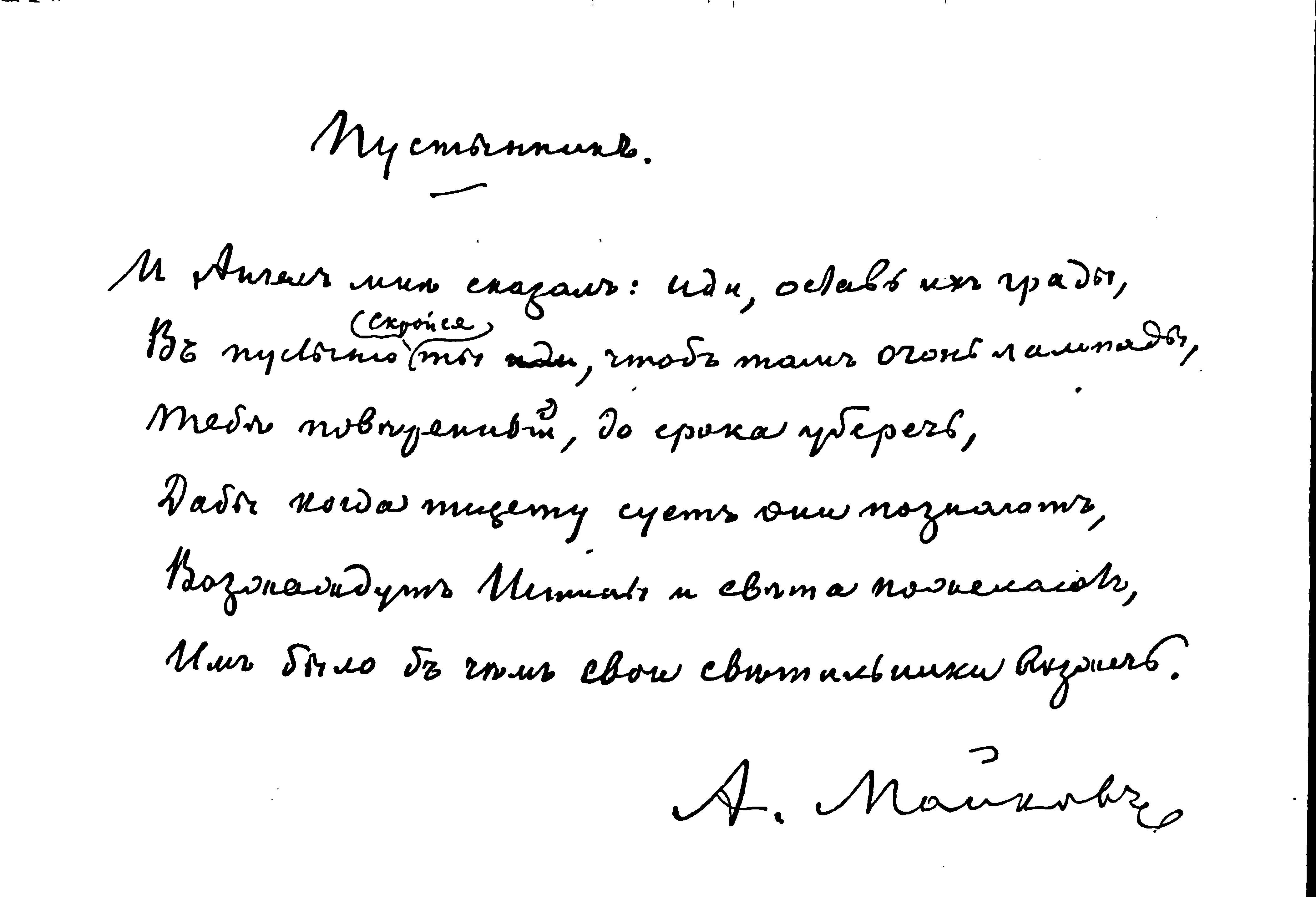
Autògraf d'Apol·lon Màikov del seu poema "Pustínnik" (ermità)

El crític modernista Iuli Aikhenvald, en analitzar la fórmula de tòpics que unia "Màikov, Polonski i Fet" a un sòlid grup d'autors similars, va afirmar que Màikov "en menor mesura que els altres dos es va alliberar de l'hàbit de copiar clàssics" i "en les seves obres anteriors era poc original, produïa versos que brillaven amb llum reflectida". Ni tan sols el seu apassionat amor pels clàssics podria ajudar l'autor a submergir-se "completament en l'element pagà", va opinar el crític.
| « | Era un estudiós de l'antiguitat i el seu do, que era reconegut per si mateix, "es va reforçar en ser temperat en el foc de la ciència" (...) Des dels primers passos de la seva activitat poètica, als primers peus dels seus poemes, és possible entendre que, si bé que estava dedicat a allò antic, era una ànima, però aquesta ànima no era tan profunda i ingènua que pogués acollir tota la visió del món pagà (...) Els seus poemes són bells, amb una població de nimfes i nàiades ressuscitades, muses i driades, i no podeu deixar de ser encantats per aquestes antigues faules. Però no us permet oblidar que per als antics era la vida, i per a ell només la mitologia, només una "mentida intel·ligent", que ell mai no podia creure's. | » |

Segons el crític, tots els punts forts de Màikov es refereixen al fet que va aprendre pintura i, en certa manera, va ampliar l'art a la seva poesia. Aikhenvald li dona un crèdit sense reserves per la "plasticitat del llenguatge, el gir inigualable de treballar una frase com si fos un material tangible". De tant en tant "les seves línies són tan entrellaçades, el vers sembla una cal·ligrafia poètica; un scripturam continuam.Poques vegades apassionat i mostrant només ecos distants d'inspiració original, el vers de Màikov et fa ressò de divines formes ... a la perfecció amb gran precisió i tan impecable com per fer que un lector se senti una mica culpable per la seva pròpia imperfecció, fent-los insuficients per contemplar el que és infinitament millor que ells", argumentava el crític.
Un altre crític de l'Edat de Plata que va notar com la pintura i la pesca podrien influir en la poesia de Màikov va ser Innokenti Ànnenski. En el seu assaig sobre Màikov, de 1898, va escriure: 
| « | La majoria dels poetes trien per si mateixos algun tipus de comunicació amb la natura, una mena d'esport. Els poetes del futur poden ser ciclistes o aeronàutics. Byron era nedador, Goethe patinador de velocitat, Lérmontov genet; sobretot entre els poetes, almenys els nostres, hi havia caçadors: Turguénev, Tolstoi, Nekràssov, Iazíkov, Fet; Màikov era un àvid pescador, i aquesta ocupació semblava estar en harmonia amb la seva naturalesa contemplativa i amor pel silenci d'un dia assolellat, que es reflectia tan clarament en la seva poesia. | » |

Posant Màikov en la categoria de "mestres de la meditació" al costat d'Ivan Krilov i Ivan Gontxarov, Ànnenski continua:
| « | Fou una d'aquestes rares natures harmòniques per a les quals la recerca i la incorporació de la bellesa és una aventura natural i indolora, perquè la naturalesa ha invertit la bellesa en les seves ànimes. Aquestes persones, racionals i contemplatives, no necessiten estímuls, elogis, conflictes, ni impressions fresques ... per contra, això els empenta, dificulta la seva imaginació, ja que el gruix de les seves impressions es manté i es filtra durant molt de temps i les imatges artístiques es desenvolupen de manera discreta, lenta i creixent des del sòl. Els pensaments d'aquests poetes contemplatius són clars, les expressions són simples i encunyades, les imatges són escultòriques. | » |

Ànnenski va elogiar el do de Maykov per crear combinacions inusuals de colors, "totalment absents en el vers de Puixkin, conegut fins a cert punt per Lérmontov," un poeta de muntanyes i núvols "... i millor representat pels poetes francesos Baudelaire i Paul Verlaine". "El que sorprèn és l'extraordinari vigor de la poesia de Màikov, la frescor i la fermesa del talent de l'autor: els olímpics i els herois de l'antiguitat, amb qui va fer amistat durant la seva infància ... han d'haver compartit amb ell la seva eterna joventut", va escriure Ànnenski.

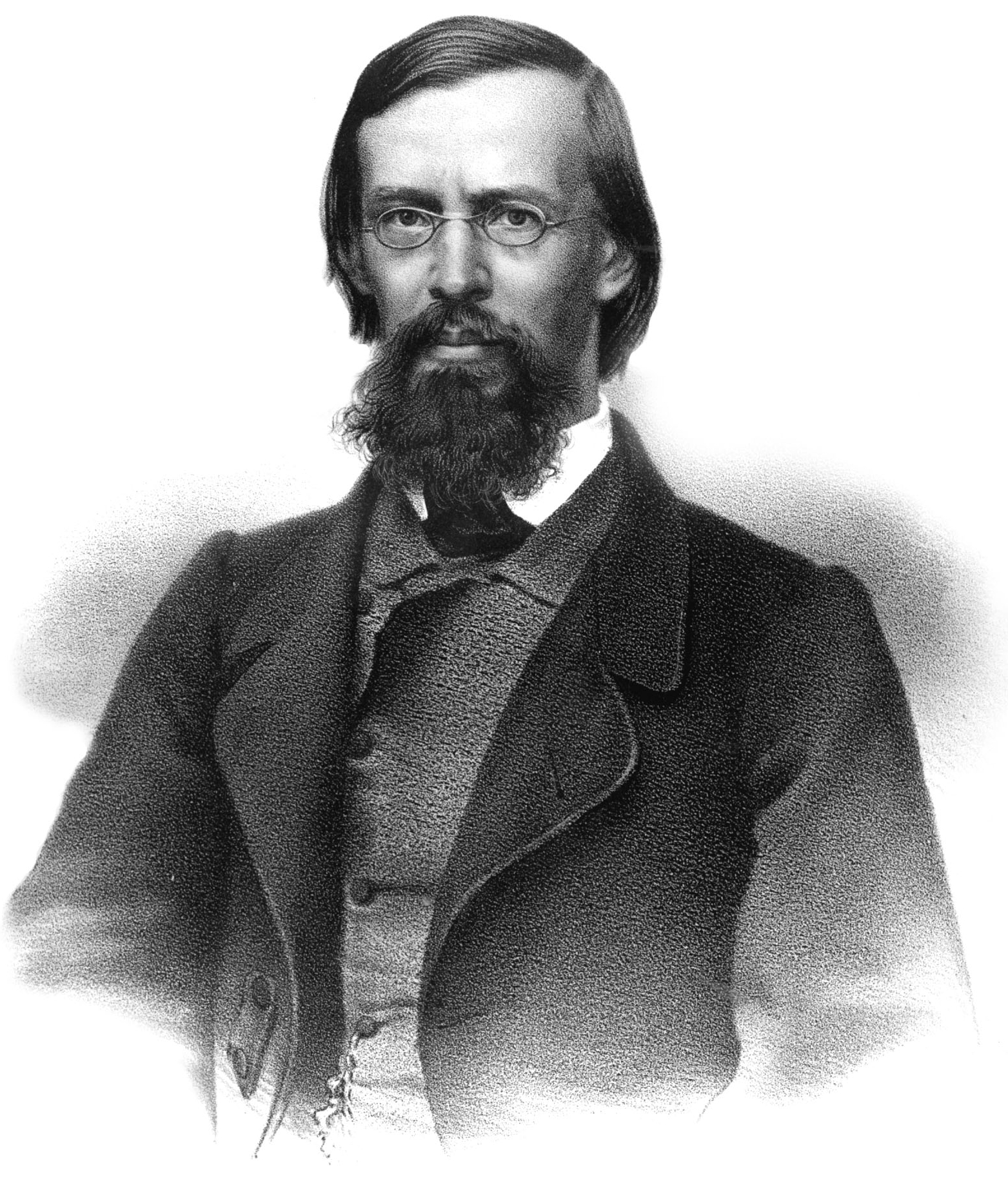
Màikov el 1868

D. S. Mirsky va qualificar Màikov com "el poeta més representatiu de l'època", però va afegir: "Màikov era lleugerament "poètic" i lleugerament realista, lleugerament tendenciós i mai emocional. Les imatges són sempre el principal en els seus poemes. subjectes a la restricció de no tenir estil ni dicció) són feliços descobriments, com els poemes curts i molt coneguts sobre la primavera i la pluja. Però els seus poemes més realistes es fan malbé per un sentimentalisme i els seus poemes més "poètics" irremeiablement insuficients - la seva bellesa no és més que un oripell mig victorià: pocs dels seus intents més ambiciosos tenen èxit."
A mitjan dècada de 1850, Màikov havia adquirit la reputació d'un típic defensor de la doctrina de la "poesia pura", tot i que la seva posició era especial. No obstant això, segons Prima, "Maìkov no patia d'esnobisme i mai no es veia ocupant una posició més alta ni tan sols quan esmentava "multituds". La seva necessitat de comunicar-se amb la gent sempre és òbvia ("Pluja d'estiu", rus: Летнем дожде, "La sega", rus: Сенокосе, "Nits de collita", rus: Ночи на жнитве, "Àlbum napolità", rus: Неаполитанском альбоме"). No obstant això, les possibilitats establertes pel talent de Maikov com a exponent de la vida nacional no estaven destinades a manifestar-se plenament.
| « | Els èxits de la poesia russa del segle xix estan determinats principalment pels valors creats per les seves principals figures: Puixkin, Lérmontov, Koltsov, Nekràssov. Cadascun d'ells va donar una expressió artística de les necessitats fonamentals de la seva època, va crear les seves pròpies tradicions i va deixar els seus seguidors. Màikov no arriba al nivell de grans noms poètics. És un poeta de segon nivell, però en aquesta rang ocupa un dels llocs més honorables i insubstituïbles. Sense els "increments" artístics creats per ell, la cultura poètica de Rússia seria molt més pobra. | » |

Quan Màikov va començar a escriure poesia, segons Prima, 
| « | la poesia russa, en algunes àrees, encara estava a les beceroles, encara no havia dominat els valors de la cultura mundial que eren necessaris per competir "en igualtat de condicions" amb els "partners" europeus. (..) Els brillants experiments poètics de Màikov en un gènere antològic, així com les seves traduccions d'antics clàssics, en definició de F. F. Zelinski, van formar una espècie d'«antic Corrent del Golf», que va tenir un efecte beneficiós en el desenvolupament posterior de tota la literatura russa. Maykov madur va enriquir notablement la cultura poètica russa amb excel·lents traduccions de Goethe, Schiller, Heine, Chénier, Longfellow i altres autors estrangers. | » |